# Сянхэ
Сянхэ́ (кит. упр. 香河, пиньинь Xiānghé) — уезд городского округа Ланфан провинции Хэбэй (КНР). Название уезда означает «ароматная река».

## История
При империи Хань эти места входили в состав уезда Юнну (雍奴县). При империи Тан в 742 году уезд был переименован в Уцин (武清县). Когда в 936 году Ши Цзинтан передал киданям шестнадцать округов, то эти места оказались в составе империи Ляо, и в 938 году был создан уезд Сянхэ. Позднее чжурчжэни восстали против власти киданей, и в союзе с китайской империей Сун чжурчжэньская империя Цзинь в 1122 году изгнала отсюда киданей, после чего эти земли были возвращены Сун; уезд Сянхэ был переименован в Цинхуа (清化县). Вскоре, однако, бывшие союзники рассорились и начали воевать между собой; в 1125 году эти места были захвачены империей Цзинь, и Цинхуа был вновь переименован в Сянхэ.
С 1928 года уезд входил в состав провинции Хэбэй. В 1935 году при поддержке Японии в восточной части провинции Хэбэй было создано Антикоммунистическое автономное правительство Восточного Цзи, и эти земли вошли в его состав. 1 февраля 1938 года восточнохэбэйская автономия была поглощена другим прояпонским марионеточным режимом — Временным правительством Китайской Республики, который 30 марта 1940 года вошёл в состав созданной японцами марионеточной Китайской Республики. После Второй мировой войны над этими землями была восстановлена власть гоминьдановского правительства.
В 1949 году был образован Специальный район Тунсянь (通县专区), и уезд вошёл в его состав. В апреле 1958 года Специальный район Тунсянь был расформирован, и уезд перешёл в состав специального района Таншань (唐山专区), а в ноябре был присоединён к уезду Баоди. В 1960 году уезд Баоди перешёл под юрисдикцию Тяньцзиня.
В 1961 году был восстановлен Специальный район Тяньцзинь (天津专区), и уезд Баоди вошёл в его состав. В 1962 году из уезда Баоди был выделен уезд Сянхэ.
В 1967 году Специальный район Тяньцзинь был переименован в Округ Тяньцзинь (天津地区). В 1973 году Округ Тяньцзинь был переименован в Округ Ланфан (廊坊地区). В сентябре 1988 года решением Госсовета КНР округ Ланфан был преобразован в городской округ Ланфан.

## Административное деление
Уезд Сянхэ делится на 9 посёлков.